# ケビン・バスケス
ケビン・バスケス・コメサーニャ（Kevin Vázquez Comesaña  ,  1993年3月23日 - ）は、スペイン・ガリシア州ポンテベドラ県ニグラン出身のプロサッカー選手。プリメーラ・ディビシオンのセルタ・デ・ビーゴに所属している。ポジションはDF。

## 来歴
2009年に地元のセルタ・デ・ビーゴのカンテラに入団。翌2010年にBチームに昇格。以降Bチームでしプレーするも、トップチームへの昇格には至らないシーズンをおくる。Bチームでは200試合近くに出場。
2018年7月17日、念願のトップチーム昇格が決まり、2023年までの契約を締結。同年11月1日日のコパ・デル・レイのレアル・ソシエダ戦で、トップチーム初出場。2019年3月16日のレアル・マドリード戦で、ラ・リーガ初出場を果たした。